# ʟ
Cette page contient des caractères spéciaux ou non latins. S’ils s’affichent mal (▯, ?, etc.), consultez la page d’aide Unicode.
Le symbole petite capitale L, (minuscule : ʟ) est une lettre additionnelle de l’écriture latine qui est utilisée dans certaines transcriptions phonétiques dont l’alphabet phonétique international, l’alphabet phonétique ouralien, l’alphabet phonétique américaniste, et a été utilisée dans le Premier traité grammatical islandais au Moyen Âge.

## Utilisation
Au Moyen Âge, l’auteur du Premier traité grammatical islandais a utilisé ‹ ʟ › pour transcrire le l géminé.
Jusqu’au XVIe siècle en ancien hongrois, une lettre ressemblant à une petite capitale L ‹ ʟ ›, appelée « tch hussite », a été utilisée pour transcrire une consonne affriquée palato-alvéolaire sourde [tʃ],, aujourd’hui transcrite ‹ cs › avec l’alphabet hongrois moderne.
Dans l’alphabet phonétique international, [ʟ] représente une consonne spirante latérale vélaire voisée. Bernard Bloch et George L. Trager proposent le symbole pour cette consonne en 1942 ; Trager et Henry Lee Smith Jr. utilisent le symbole dans An Outline of English structure publié en 1957. Le symbole est adopté à la suite de la convention de Kiel en 1989. Auparavant, Ian Maddieson a notamment utilisé une ligature gl soudée ‹  ›,.
Dans l’alphabet phonétique ouralien, ‹ ʟ › représente une consonne spirante latérale alvéolaire sourde, notée [l̥] avec l’alphabet phonétique international, par opposition à ‹ l › représentant une consonne spirante latérale alvéolaire voisée, [l].
Dans l’alphabet phonétique américaniste de l’American Anthropological Association présenté en 1916, la petite capitale l représente une consonne spirante latérale alvéolaire sourde [l̥].

## Représentations informatiques
La petite capitale L peut être représentée avec les caractères Unicode (Alphabet phonétique international) suivants :
| formes    | représentations | chaînes de caractères | points de code | descriptions                              |
| --------- | --------------- | --------------------- | -------------- | ----------------------------------------- |
| minuscule | ʟ               | ʟ                     | U+029F         | lettre minuscule latine petite capitale L |